# Пасечное (Пирятинский район)
Пасечное (укр. Пасічне; до 2025 годах — Червоное) — село,
Сасиновский сельский совет,
Пирятинский район,
Полтавская область,
Украина.
Код КОАТУУ — 5323884906. Население по переписи 2001 года составляло 15 человек.

## Географическое положение
Село Червоное находится на левом берегу реки Перевод,
выше по течению на расстоянии в 5 км расположено село Вечорки,
ниже по течению на расстоянии в 3 км расположено село Сасиновка,
на противоположном берегу — село Крячковка.
Вокруг села много ирригационных каналов и заболоченных озёр.

## История
- 1919 — дата основания.